# Dolgoderevenskoe
Dolgoderevenskoe (in russo Долгодеревенское?) è un villaggio della Russia che appartiene all'oblast' di Čeljabinsk; è il centro amministrativo del rajon Sosnovskij.
Si trova 10 km a nord della periferia settentrionale di Čeljabinsk.